# Lysečinská hora
Lysečinská hora (též Lysečina, polsky Łysocina, německy Kolbenberg) je vrchol na pomezí Česka a Polska ležící v Krkonoších v severní části okresu Trutnov.

## Poloha
Lysečinská hora je nejvyšším vrcholem severojižně orientovaného Pomezního hřebenu, který se nachází východně od Pomezních Bud a Horní Malé Úpy. Západní i východní svah je prudký, na severu i na jihu, tedy ve směrech osy hřebenu, začíná terén výrazněji klesat až ve vzdálenosti cca 0,5 km od vrcholu. Po hřebenu a tedy i přes vrchol Lysečinské hory vede státní hranice mezi Českem a Polskem. Západní tj. český svah leží na území Krkonošského národního parku.

## Vodstvo
Pomezní hřeben tvoří hlavní evropské rozvodí Severního a Baltského moře. Na jihozápadním svahu Lysečinské hory pramení dnes bezejmenný potok dříve označovaný německým názvem Plader Bach, který je levým přítokem Malé Úpy. Potoky z východního svahu odvádějí své vody do řeky Bóbru.

## Vegetace
Vrcholové partie Lysečinské hory byly původně souvisle zalesněné. Dnes se zde vyskytují převážně pozvolna zarůstající paseky.

## Komunikace a stavby
Přes vrchol Lysečinské hory nevede kromě pěšin žádná významnější cesta. Asi v půlkilometrové vzdálenosti severně od vrcholu se nachází horní stanice lyžařského vleku, který je sem veden z české, tedy západní strany z Horní Malé Úpy. Na jednom ze stožárů vleku se nachází kamera snímající záběry pro pořad České televize Panorama. Je odsud hezký výhled na východní stranu Sněžky.